# Phygadeuon erytromelas
Phygadeuon erytromelas är en stekelart som först beskrevs av Etienne Laurent Joseph Hippolyte Boyer de Fonscolombe 1852.  Phygadeuon erytromelas ingår i släktet Phygadeuon och familjen brokparasitsteklar. Inga underarter finns listade i Catalogue of Life.